# 3410 Vereshchagin
3410 Vereshchagin este un asteroid din centura principală, descoperit pe 26 septembrie 1978 de Liudmila Juravliova.